# Élection présidentielle américaine de 1916 en Caroline du Sud
 (janvier 2024).
L'élection présidentielle américaine de 1916 en Caroline du Sud a lieu le 7 novembre 1916 comme dans les 47 autres États qui composent alors les États-Unis. Les électeurs sud-caroliniens choisissent des grands électeurs pour les représenter dans le collège électoral à travers un vote populaire. La Caroline du Sud dispose en 1916 de 9 grands électeurs. L'État donne l'ensemble de ses grands électeurs au candidat du Parti démocrate, le président des États-Unis sortant Woodrow Wilson. 
Le candidat vainqueur de ce scrutin dans tout le pays sera également Wilson, qui débutera un second mandat à la présidence des États-Unis le 4 mars 1917. 